# Centromerus satyrus
Centromerus satyrus är en spindelart som först beskrevs av Simon 1884.  Centromerus satyrus ingår i släktet Centromerus och familjen täckvävarspindlar.
Artens utbredningsområde är Frankrike. Inga underarter finns listade i Catalogue of Life.